# Cereja marrasquino

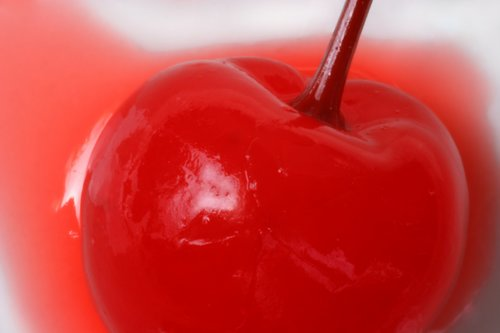
uma cereja marrasquino.

Uma cereja marrasquino é uma cereja preservada e adoçada, tipicamente feita com cerejas doces e de coloração clara, como a Royal Ann e a Rainier. Na sua forma moderna, as cerejas são primeiramente preservadas em salmoura, contendo dióxido de enxofre e cloreto de cálcio para seu clareamento. Em seguida, são levadas a uma mistura do corante alimentar vermelho AC (E124), xarope e outros componentes. As cerejas marrasquinas verdes utilizam saborizantes de menta.
As cerejas marrasquinas são utilizadas em muitos drinks. Como decoração, elas são utilizadas para iogurte congelado, presunto cozido, tortas, bolos, itens de confeitaria, milkshake, sorvete, entre outros. Também são utilizadas como complementos para pães doces. Elas também são utilizadas com refrigerante de cola, fazendo um tipo de Cherry coke caseiro.

## História
O nome Marrasquino se refere às cereja marasca da Croácia e o licor marasquino feito  com elas, no qual estas cerejas eram amassadas e adoçadas. Cerejas inteiras preservadas nesse licor eram chamadas de "cerejas marrasquino". Elas eram, primariamente, produzidas e consumidas como item de luxo pela realeza e pessoas mais abastadas.

## Nos Estados Unidos
As cerejas foram introduzidas nos Estados Unidos no final do século XIX, quando elas eram servidas em bares e restaurantes de luxo. Na virada do século, os produtores americanos testaram sabores como extrato de amêndoa, e substituindo por cerejas Rainha Anne as cerejas marasca. Em 1912, o Departamento de Agricultura dos Estados Unidos definiu "cereja marrasquino" como "cerejas marasca preservadas em marasquino", sob a autoridade do "Food and Drugs Act de 1906". A imitação colorida e adoçada artificialmente feita com a variedade de cerejas Rainha Anne" foi definida como "Imitação de cereja marrasquino".
Durante a Lei Seca de 1920 nos Estados Unidos, a variedade alcoólica foi perdendo popularidade, além de se tornar ilegal. Ernest H. Wiegand, um professor de horticultura da Universidade do Estado do Oregon, desenvolveu o método moderno de manufatura das cerejas marrasquino, utilizando salmoura ao invés de álcool. Sendo assim, a maioria das cerejas marrasquino atuais mantém apenas ligação história com o licor marasquino.
De acordo com Bob Cain, que trabalhou com Wiegand em Oregon, a Lei Seca de 1920 não tem relação com a pesquisa de Wiegand: sua intenção era criar um método de conservação que não amolecesse as cerejas. Quando Wiegand começou sua pesquisa, havia vários métodos de preservação das cerejas marasca sem álcool, devido a proibição em vigor. Wiegand se baseou em processos que as pessoas tinham nas suas próprias receitas, e transformou isso em ciência, obtendo um método de replicar.
Quando Wiegand começou sua pesquisa, Metabissulfito de sódio estava sendo usado para preservar as cerejas marasca. Alguns relatos indicam que este método era usado antes mesmo da Lei Seca. Alguns fabricantes usavam o marrasquino ou licores para dar sabor às cerejas, mas histórias de jornais do começo do século sugerem que muitos fabricantes pararam de usar álcool antes da Lei Seca.
Quando a Lei Seca terminou, em 1933, a FDA revisitou a política sobre as cerejas enlatadas. Isto gerou uma audiência em abril de 1939 para estabelecer um novo Padronização. Desde 1940, "cereja marrasquino" tem sido definida como "cerejas coloridas artificialmente de vermelho, impregnadas de açúcar, e embaladas com xarope de açúcar, aromatizada com óleo de amêndoas ou similar.
Os corantes vermelhos de número 1 e 4, e o amarelo do 1 ao 4, foram removidos da lista de corantes aprovados em 1960. O banimento do vermelho 4 foi levantado em 1965, pois era considerado corante comum ao invés de alimentício. (Pavia, et al., Introduction to Organic Laboratory Techniques).[carece de fontes?]